# Agrégation de philosophie
En France, les concours (externe et interne) d’agrégation de philosophie sont organisés pour le recrutement des professeurs agrégés de philosophie.
L'agrégation de philosophie a été instituée en 1825, sous la Restauration, par l'administration de Denis Frayssinous, évêque d'Hermopolis (de) et ministre de l'Instruction publique.

## Les épreuves
Les concours externe et interne de l’agrégation de philosophie se composent de deux groupes d’épreuves : les épreuves écrites d’admissibilité et les épreuves orales d’admission.

### Agrégation externe
- Épreuves écrites d’admissibilité :
  - Composition de philosophie (hors programme)
  - Composition de philosophie (notion, couple ou groupe de notions)
  - Commentaire de texte (histoire de la philosophie, 2 auteurs)

| Épreuve                                        | Durée  | Coefficient |
| Épreuves d’admissibilité - récapitulatif       |        |             |
| 1. Composition de philosophie (hors programme) | 7 h 00 | 2           |
| 2. Composition de philosophie                  | 7 h 00 | 2           |
| 3. Commentaire de texte                        | 6 h 00 | 2           |

- Épreuves orales d’admission[2] :
  - Leçon première, sur programme (deux sujets au choix sur l'un des thèmes suivants inscrit au programme : métaphysique, morale, politique, logique et épistémologie, esthétique, sciences humaines). Sans accès aux ressources de bibliothèques. La leçon dure 35 minutes.
  - Leçon seconde, dite « hors-programme » (deux sujets au choix). Programme : métaphysique, morale, politique, logique et épistémologie, esthétique, sciences humaines (à l'exception du domaine inscrit au programme pour la première leçon). Avec accès aux ressources de bibliothèques (sont exclues de la consultation les encyclopédies et anthologies thématiques). La leçon dure 35 minutes.
  - Explication d'un texte français ou traduit en français. Programme annuel (2 œuvres). L'explication dure 30 minutes, elle est suivie d'un entretien avec le jury de 15 minutes.
  - Traduction et explication d'un texte en langue étrangère (latin, grec ancien, anglais, allemand, arabe, italien), avec l'aide d'un dictionnaire bilingue (pour le latin et le grec ancien) ou unilingue (pour l'anglais, l'allemand, l'arabe et l'italien). Programme annuel (1 œuvre). La traduction et l'explication durent 30 minutes, elles sont suivies d'un entretien avec le jury de 15 minutes.

| Épreuve                               | Préparation | Durée maximale | Coefficient |
| Épreuves d’admission - récapitulatif  |             |                |             |
| 1. Leçon première                     | 5 h 00      | 0 h 35         | 1,5         |
| 2. Leçon seconde                      | 5 h 00      | 0 h 35         | 1,5         |
| 3. Explication de texte (en) français | 1 h 30      | 0 h 45         | 1,5         |
| 4. Traduction et explication de texte | 1 h 30      | 0 h 45         | 1,5         |

### Agrégation interne
- Épreuves écrites d’admissibilité :
  - Explication de texte (deux sujets au choix). Notion (annuelle) du programme des classes terminales.
  - Dissertation. Notion (annuelle) du programme des classes terminales.

| Épreuve                                  | Durée  | Coefficient |
| Épreuves d’admissibilité - récapitulatif |        |             |
| 1. Explication de texte                  | 6 h 30 | 3           |
| 2. Dissertation                          | 7 h 00 | 3           |

- Épreuves orales d’admission :
 Elles se distinguent nettement des épreuves orales du concours externe, très universitaire, par leur dimension pédagogique, les candidats étant supposés avoir déjà enseigné.
  - Leçon. Programme des classes terminales.
  - Explication de texte (en)[pas clair] français (deux sujets au choix) (entretien).

| Épreuve                              | Préparation | Durée maximale                                 | Coefficient |
| Épreuves d’admission - récapitulatif |             |                                                |             |
| 1. Leçon                             | 5 h 00      | 0 h 40                                         | 3           |
| 2. Explication de texte              | 2 h 30      | 0 h 50 Explication : 0 h 30 Entretien : 0 h 20 | 3           |

### Taux de réussite de l'agrégation externe
|      | Inscrits | Non éliminés  | Admissibles   | Admis        | Barre d'admissibilité/120 (/20) | Barre d'admission/240 (/20) |
| ---- | -------- | ------------- | ------------- | ------------ | ------------------------------- | --------------------------- |
| 2022 | 1150     | 633 (55,04%)  | 154 (24,33%)  | 73 (11,54%)  | 62 (10,33)                      | 127 (10,58)                 |
| 2021 | 1312     | 707 (53,89 %) | 160 (22,63 %) | 73 (10,33 %) | 62 (10,33)                      | 128,25 (10,69)              |
| 2020 | 1413     | 813 (57,53 %) | —             | 73 (8,97 %)  | —                               | 66,25/120 (11,04)           |
| 2019 | 1273     | 669 (52,55 %) | 160 (23,92 %) | 73 (10,91 %) | 57 (9,5)                        | 118,5 (9,87)                |
| 2018 | 1270     | 647 (50,94 %) | 139 (21,48 %) | 61 (9,43 %)  | 56 (9,33)                       | 110 (9,17)                  |
| 2017 | 1265     | 670 (52,96 %) | 174 (25,97 %) | 76 (11,34 %) | 53 (8,83)                       | 104,75 (8,73)               |
| 2016 | 1299     | 695 (53,50 %) | 171 (24,60 %) | 72 (10,36 %) | 54 (9)                          | 115,25 (9,6)                |
| 2015 | 1196     | 693 (57,94 %) | 165 (23,81 %) | 72 (10,39 %) | 54 (9)                          | 117 (9,75)                  |
| 2014 | 1096     | 582 (53,10 %) | 135 (23,20 %) | 60 (10,31 %) | 50 (8,33)                       |                             |
| 2013 | 1179     | 521 (44,19 %) | 135 (26,49 %) | 60 (11,52 %) | 50 (8,33)                       |                             |
| 2012 | 1063     | 464 (43,65 %) | 100 (21,55 %) | 45 (9,70 %)  |                                 |                             |
| 2011 | 1076     | 412 (38,29 %) | 95 (21,60 %)  | 43 (10,44 %) | 48 (8)                          | 98,5 (8,21)                 |
| 2010 | 1039     | 497 (47,83 %) | 95 (19,35 %)  | 43 (8,62 %)  | 50 (8,33)                       | 98 (8,17)                   |
| 2009 | 1063     | 565 (53,15 %) | 98 (17,34 %)  | 40 (7,08 %)  |                                 | 103,5 (8,63)                |
| 2008 | 1184     | 622 (52,53 %) | 96 (15,43 %)  | 40 (6,43 %)  |                                 | 112,5 (9,38)                |
| 2007 | 1328     | 768 (57,83 %) | 114 (14,84 %) | 47 (6,12 %)  | 58 (9,67)                       | 106,5 (8,88)                |
| 2006 | 1371     | 781 (56,97 %) | 113 (14,47 %) | 47 (6,02 %)  | 58 (9,67)                       | 112 (9,33)                  |
| 2005 | 1407     | 795 (56,50 %) | 164 (20,63 %) | 72 (9,06 %)  |                                 | 107,5 (8,96)                |
| 2004 | 1520     | 954 (62,76 %) | 160 (16,77 %) | 64 (6,71 %)  | 52 (8,67)                       | 107,5 (8,96)                |
| 2003 | 1436     | 876 (61,00 %) | 156 (17,81 %) | 82 (9,36 %)  | 50 (8,33)                       | 92,5 (7,71)                 |

## Préparation du concours
Il faut être titulaire d'un master 2 ou équivalent pour concourir. Le rapport de jury est publié chaque année. Il comprend la liste des sujets proposés à l'oral, et les recommandations du jury. Les oraux sont publics, et il est possible d'y assister, avec l'accord du jury de l'épreuve.
Les départements de philosophie des universités françaises préparant à l'agrégation (externe ou interne) publient habituellement sur leurs sites Internet des bibliographies indicatives avant la rentrée de septembre. Les universités suivantes préparent à l'agrégation externe de philosophie : université de Bordeaux, université de Caen, université de Lille, université de Lyon, université de Nanterre, université de Nantes, université Panthéon-Sorbonne, université Paris-Sorbonne, université de Rennes I, université de Strasbourg.
L'ENS-Ulm propose une préparation à l'agrégation externe de philosophie, accessible sur dossier à des « auditeurs libres ».
Il existe des préparations à l'agrégation de philosophie entièrement à distance ou comodales, pour les candidats ne pouvant suivre une préparation universitaire classique : CNED, Collège Sévigné, département de philosophie de l'université de Caen. En 2021, ces préparations peuvent être suivies au titre de la formation continue.
La Société des agrégés propose des stages estivaux de préparation à l'agrégation, par les bénévoles agrégés de la Société.
Il est possible de présenter le concours de l'agrégation externe ou interne en candidat libre : l'inscription dans une préparation n'est pas requise.

## Lauréats célèbres
La première femme agrégée de philosophie est Jeanne Baudry, en 1905.

### Sources
- Le Bulletin officiel de l’Éducation nationale pour les programmes, la composition des jurys, etc.
- Rapports des jurys sur le site du Ministère de l’Éducation nationale
- Guide de SIAC2 : conditions d’inscription et nature des épreuves
- André Chervel, « Les agrégés de l'enseignement secondaire. Répertoire 1809-1950 », sur Ressources numériques en histoire de l'éducation (consulté le 19 juin 2014).
- Annabelle Bonnet, La barbe ne fait pas le philosophe - Les femmes et la philosophie en France (1880-1949), CNRS éditions, 2022.